# Henryk Żmudzki
Henryk Żmudzki ps. „Hipek” (syn Ludwika, ur. 1900 w Warszawie, zamordowany 1945 tamże) – polski nurek, żołnierz AK, powstaniec warszawski.

## Życiorys

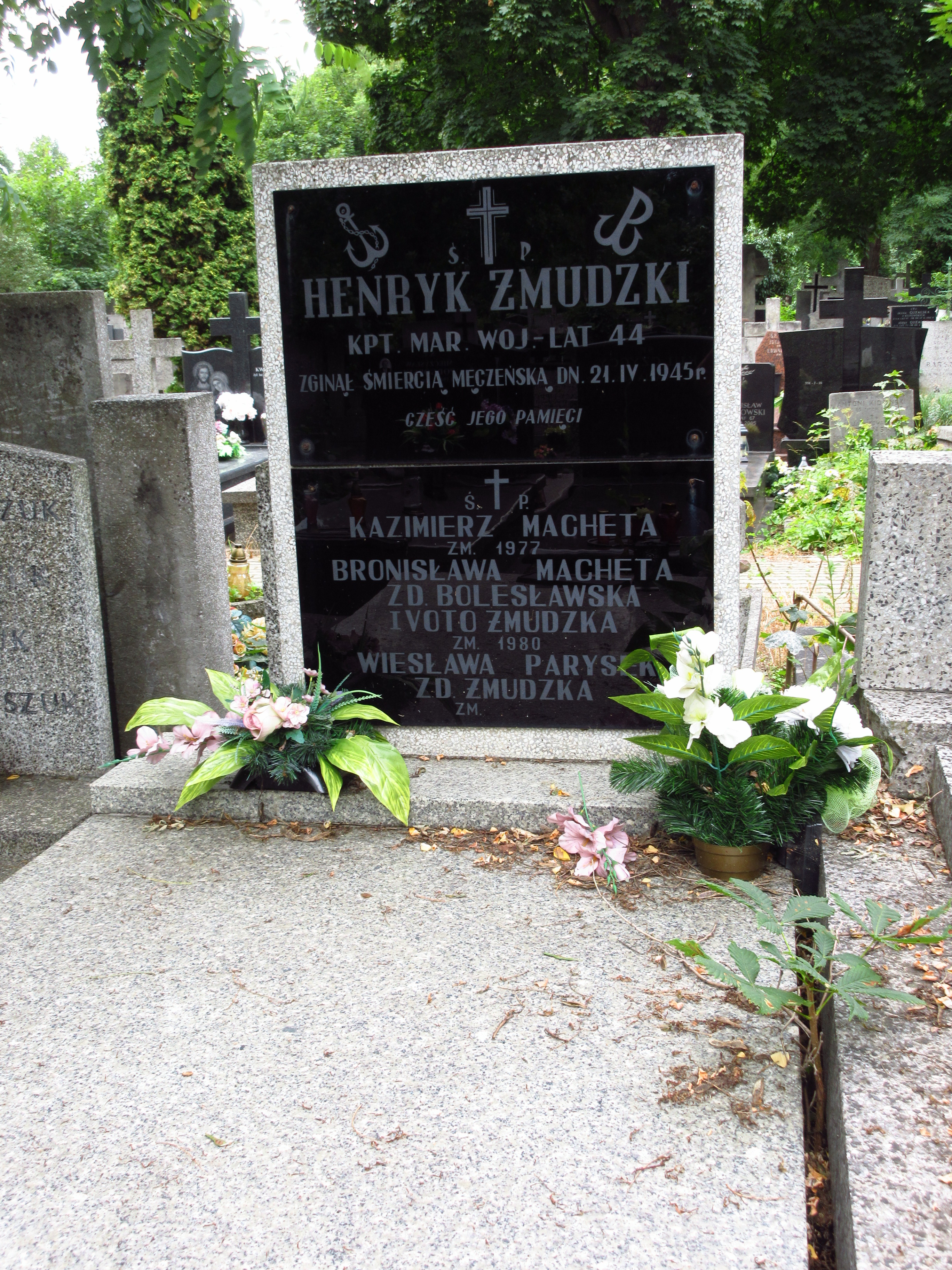
Grób Henryka Żmudzkiego na Cmentarzu Bródnowskim

Przed wojną nurek Marynarki Wojennej. Jako podoficer przeniesiony do Warszawy. We wrześniu 1939 ewakuowany do Rumunii przez wschodnie tereny Polski. Nie dotarł tam jednak. Ujęty przez Sowietów, uniknął wywiezienia do Katynia, zdołał powrócić do Warszawy. W konspiracji w AK pod ps. „Hipek”, jako szef tajnej drukarni Marynarki Wojennej. Uczestnik powstania warszawskiego. Po klęsce powstania zbiegł z transportu do Niemiec, powrócił do kraju, ukrywał się w Milanówku k. Warszawy. W kwietniu 1945 powrócił do Warszawy, pracował w Zarządzie Miejskim. 21 kwietnia 1945 wyszedł z domu na Pradze w stronę Śródmieścia i już nie wrócił. Po blisko roku poszukiwań rodzina zdołała ustalić, że tego dnia w stanie agonalnym został przyniesiony przez kilku wojskowych (dwóch Polaków i dwóch Rosjan) do Szpitala Dzieciątka Jezus, gdzie zmarł, nie odzyskawszy przytomności. Pochowany we wspólnej mogile na cmentarzu Bródnowskim. Symboliczny grób na tymże cmentarzu: kw. 31 E, rząd 5, grób 11. a także w Kwaterze na Łączce.
Córka Wiesława Parysek zamieszkała w Warszawie.